# Michael Larcher
Michael Larcher (* 26. November 1959 in Hall in Tirol) ist ein österreichischer Alpinist und Sachverständiger für Alpinistik und Lawinenkunde. Er war 33 Jahre lang beim Österreichischen Alpenverein (ÖAV) tätig, davon 23 Jahre als Leiter der Abteilung Bergsport.

## Leben
Nach Volks- und Hauptschule in Absam absolvierte Michael Larcher die Matura an der HTL für Elektrotechnik in Innsbruck. Anschließend studierte er Germanistik und Sport an der Universität Innsbruck. 1984 schloss er die Ausbildung zum staatlich geprüften Berg- und Skiführer ab und ist seitdem als Bergführer und Ausbilder tätig. Zusätzlich ist er beeideter und gerichtlich zertifizierter Sachverständiger für Alpinunfälle. Seit 1992 arbeitete Larcher in der Zentrale des Österreichischen Alpenvereins (ÖAV) in Innsbruck, wo er bis Ende November 2024 die Abteilung Bergsport leitete und als stellvertretender Generalsekretär in der Geschäftsleitung wirkte. Mit 1. Oktober 2024 trat Jörg Randl seine Nachfolge als Leiter der Abteilung Bergsport im Österreichischen Alpenverein an.

## Beiträge zur Sicherheit im Bergsport
Larcher war Gründer und 16 Jahre lang Chefredakteur des Magazins Bergundsteigen. Bekannt wurde Larcher auch über "Lawinenupdate", eine Vortragsreihe, die jährlich im Frühwinter durch ganz Österreich tourt und als Livestream viele Zuseher erreicht. 1997 von Larcher der Öffentlichkeit vorgestellt, wurde der "Partnercheck" für Kletterer zum international etablierten Standard unter Kletterern. "Stop or Go" ist ein Entscheidungs- und Handlungskonzept für Skitourengeher, das Larcher 1999 zusammen mit dem Bergführerkollegen Robert Purtscheller präsentierte und das bis heute Grundlage des Ausbildungskonzeptes des Österreichischen Alpenvereins ist.

## Kletterkarriere
Larcher begann im Alter von 13 Jahren mit dem Klettern. Er hat zahlreiche schwierige Routen in den Alpen begangen, darunter Free-Solobegehungen des „Jungmannschaftsrisses“ an den Schnitlwänden und des „Buhl-Durchschlags“ in der Westwand der Speckkarspitze. 1985 nahm er an einer Expedition zum Masherbrum (7825 m) teil, bei der die vierte Besteigung des Berges über eine großteils neue Route durch die Nordwestwand gelang.

### Auswahl schwieriger Touren
(Quelle: AlpinWiki)
- 1985: Masherbrum-Nordwestwand (7.821 m, Karakorum) auf teils neuer Route.
- Winterbegehung der Matterhorn-Nordwand.
- Zahlreiche alpine Klettertouren in den Alpen, darunter:
  - Wetterstein/Locker vom Hocker (8)
  - Marmolada/Moderne Zeiten (7+)
  - Civetta/Philipp-Flamm-Verschneidung
  - Erste Solobegehung der Routen „Buhl-Durchschlag“ (6+) und „Jungmannschaftsriss“ (6+) im Halleranger/Karwendel.

## Philosophie
Larcher ist ein Verfechter einer positiven Fehlerkultur im Bergsport. Er glaubt, dass der offene Umgang mit Fehlern und deren Analyse essenziell für die Verbesserung der Sicherheit sind.

## Publikationen
- mit Heinz Zak: Seiltechnik. Das Standardwerk zum Thema Seilsicherung für alle Bergsportbereiche. 9. Auflage, Tyrolia, Innsbruck 2022, ISBN 978-3-7022-4013-4
- mit Gerhard Mössmer und Walter Würtl: Sicher am Berg: Skitouren. Risikomanagement Stop or Go und Notfall Lawine. Ein Ratgeber für Skitourengeher:innen und solche, die es werden wollen. 7. Auflage, Tyrolia, Innsbruck 2022, ISBN 978-3-7022-4007-3
- mit Gerhard Mössmer, Thomas Wanner, Magdalena Habernig: Sicher am Berg: Bergwandern. Sicher unterwegs auf Wegen und Steigen. Ein Ratgeber für Bergwanderer und solche, die es werden wollen. 2. Auflage, Tyrolia, Innsbruck 2022, ISBN 978-3-7022-4000-4
- mit Gerhard Mössmer und Walter Würtl: Sicher am Berg: Klettersteig. Technik & Taktik auf Eisenwegen. Ein Ratgeber für Klettersteigsportler und solche, die es werden wollen. 5. Auflage, Tyrolia, Innsbruck 2022, ISBN 978-3-7022-4003-5
- mit Gerhard Mössmer und Markus Schwaiger: Sicher am Berg: Sportklettern. Sicher unterwegs in Halle und Klettergarten. Ein Ratgeber für Sportkletterer und solche, die es werden wollen. 5. Auflage, Tyrolia, Innsbruck 2022, ISBN 978-3-7022-4004-2
- mit Gerhard Mössmer und Lukas Fritz: Sicher am Berg: Alpinklettern. Technik, Taktik, Ausrüstung – Sicher unterwegs in Felswänden. Ein Ratgeber für Alpinkletterer und solche, die es werden wollen. 2. Auflage, Tyrolia, Innsbruck 2022, ISBN 978-3-7022-4001-1
- mit Lukas Fritz und Gerhard Mössmer: Sicher am Berg: Hochtouren. Sicher unterwegs in Fels und Eis. Ein Ratgeber für Hochtourengeher:innen und solche, die es werden wollen. 4. Auflage, Tyrolia, Innsbruck 2022, ISBN 978-3-7022-4005-9